# Tuviah Friedman
Tuviah Friedman (23 de janeiro de 1922 - 13 de janeiro de 2011) foi um caçador de nazistas e diretor do Instituto de Documentação de Crimes de Guerra Nazistas em Haifa, Israel.

## Biografia
Friedman nasceu em Radom, Polônia, em 1922. Durante a Segunda Guerra Mundial foi preso em um campo de concentração nazista perto de Radom, de onde escapou em 1944. No ano seguinte foi nomeado interrogador na prisão de Gdańsk. De 1946 a 1952 trabalhou no Haganah de Viena, na Áustria, como Diretor de Pessoal do Centro de Documentação, onde ele e seus colegas caçaram vários nazistas. Posteriormente, em Israel, participou da captura de Adolf Eichmann.

## Obras
A autobiografia de Friedman é intitulada The Hunter (em português: O Caçador). Os arquivos do Yad Vashem, em Israel, contêm dossiês sobre vários nazistas, coletados por Friedman.

## Ligações Externas
- Guia para os papéis de Tuviah Friedman (RG 1196), YIVO, Institute for Jewish Research.
- My Role in Operation Eichmann (em português: Meu Papel da Operação Eichmann), de Tuviah Friedman.